# Maria Grazia Bon
Maria Grazia Bon (Venezia, 19 marzo 1943 – Roma, 23 ottobre 2020) è stata un'attrice italiana.

## Biografia
Attrice di solida formazione teatrale, con ampie esperienze sia in teatro che nel cabaret, in particolare al Nebbia Club di Milano, la sua prima interpretazione nel mondo del cinema fu il ruolo di Camilla nel terzo episodio del film Le belle famiglie intitolato La cernia, diretto dal regista Ugo Gregoretti. Dopo una pausa decennale dal grande schermo, venne scelta da Ingrid Thulin per una parte in E cominciò il viaggio nella vertigine, di Toni De Gregorio. Nel 1983 viene diretta da Tinto Brass in La chiave.
Con alterne e sporadiche presenze, seguirono altre pellicole, più o meno note, che non riuscirono tuttavia a farla emergere come avrebbe meritato. Significativo il ruolo di Sara ne La finestra di fronte di Ferzan Özpetek, una signora d'età che da bambina scampò alla persecuzione nazista grazie all'aiuto del protagonista Massimo Girotti.
Attiva a lungo anche in televisione, a partire dallo sceneggiato Il commissario De Vincenzi, e poi in serie e miniserie di successo come: Il maresciallo Rocca, Linda e il brigadiere, Distretto di Polizia, La contessa di Castiglione, Bakhita, fino alle più recenti Mai per amore e Altri tempi.
Nel 1996 partecipò, insieme ad un gruppo di oltre trenta attori, alla riduzione teatrale di Quer pasticciaccio brutto de via Merulana, per la regia di Luca Ronconi. In teatro fu diretta tra gli altri da Giorgio Strehler, Aldo Trionfo, Dario Fo, Roberto Guicciardini, Mario Missiroli, Giorgio Pressburger, Antonio Calenda, Augusto Zucchi, Tato Russo.
Morì all'età di 77 anni nell'ottobre del 2020 a Roma, per le ferite riportate in seguito ad un incidente stradale. L'attrice viveva da sola ed il suo corpo rimase in custodia presso l'obitorio dell'Ospedale San Giovanni di Roma per alcune settimane, dato che nessun parente ne reclamava i resti.

## Filmografia

### Cinema
- Le belle famiglie - episodio "La cernia", regia di Ugo Gregoretti accreditata come Grazia Bon (1964)
- Peccato veniale, regia di Salvatore Samperi (1974)
- E cominciò il viaggio nella vertigine, regia di Toni De Gregorio (1974)
- Il trafficone, regia di Bruno Corbucci (1974)
- Due pezzi di pane, regia di Sergio Citti (1979)
- La gorilla, regia di Romolo Guerrieri (1982)
- La chiave, regia di Tinto Brass (1983)
- Il tenente dei carabinieri, regia di Maurizio Ponzi (1986)
- Oci ciornie, regia di Nikita Sergeevič Michalkov (1987)
- Rossini! Rossini!, regia di Mario Monicelli (1991)
- Va' dove ti porta il cuore, regia di Cristina Comencini (1996)
- Anna, regia di Erik Wedersøe (2000)
- La finestra di fronte, regia di Ferzan Özpetek (2003)
- La meglio gioventù, regia di Marco Tullio Giordana (2003)
- Signora, regia di Francesco Laudadio (2004)
- Questa notte è ancora nostra, regia di Paolo Genovese e Luca Miniero (2008)
- La pazza gioia, regia di Paolo Virzì (2016)

### Televisione
- Il commissario De Vincenzi – miniserie TV, 1 episodio (1974)
- Jazz Band – miniserie TV, 3 episodi (1978)
- Il soldatino – film TV (1980)
- Il giovane dottor Freud – miniserie TV, 3 episodi (1982)
- Professione vacanze – serie TV, 1 episodio (1987)
- Big Man – serie TV, episodio 1x06 (1988)
- Classe di ferro – serie TV, 2 episodi (1989)
- La bugiarda – film TV (1989)
- Disperatamente Giulia – miniserie TV, 6 episodi (1989)
- Il colore della vittoria – film TV (1990)
- Doris una diva del regime – film TV (1991)
- Un inviato molto speciale – serie TV, 5 episodi (1992)
- Una storia italiana – film TV (1993)
- Il maresciallo Rocca – serie TV, 1 episodio (1996)
- Quer pasticciaccio brutto de via Merulana – film TV (1996)
- Linda e il brigadiere – serie TV, 1 episodio (1997)
- A due passi dal cielo – film TV (1999)
- Distretto di Polizia – serie TV, episodio 4x07-5x06 (2003-2005)
- Al di là delle frontiere – serie TV, 2 episodi (2004)
- La contessa di Castiglione – film TV (2006)
- 'O professore – film TV (2008)
- Bakhita – film TV (2009)
- Il commissario Rex – serie TV, 1 episodio (2009)
- Mai per amore – miniserie TV, 1 episodio (2012)
- Altri tempi – film TV (2013)

## Teatro
- La banca rotta (1978)
- Tamburi nella notte (1981)
- Peccato che sia una sgualdrina (1985)
- La strana coppia, regia di Franca Valeri (1986)
- Sogno di una notte di mezza estate (1993)
- Le baruffe chiozzotte, regia di Giorgio Strehler (1994)
- Isabella, tre caravelle e un cacciaballe, regia di Dario Fo e Luciano Leonesi (1996)
- Quer pasticciaccio brutto de via Merulana, regia di Luca Ronconi (1996)
- Le super donne
- Verso Damasco
- Le troiane
- Le suppliche
- Sior Todero brontolon
- Serata d'onore
- Notte di guerra al museo del Prado
- Mahagonny
- La doppia incostanza
- Il contratto Mrozek
- L'albero tropicale
- Collage di testi di Ennio Flaiano